# Método Giraldi
Método Giraldi consiste em um conjunto de técnicas e normas, criado pelo Coronel Nilson Giraldi, utilizado pelos Policiais do Estado de São Paulo desde 1998 e divulgado para forças de segurança pública de outros estados, inclusive para algumas Guardas Municipais.
O Método tem o objetivo de padronizar as ações policiais que utilizem a arma de fogo, contribuindo para a redução de disparos acidentais e redução de disparos sem necessidade, fazendo também com que, caso o uso da arma de fogo seja necessário, que seja efetivo e que não abra brechas para erros. 

O Método Giraldi é recomendado pela Secretaria Nacional de Segurança Pública, pelo Comitê Internacional da Cruz Vermelha e pelos Direitos Humanos. 